# Galga (unidad de longitud)
La galga es una unidad de longitud, utilizada para medir el grosor (espesor) de materiales muy delgados o extremadamente finos.
La galga se define como el grosor de un objeto expresado en micras multiplicado por 4. Así, por ejemplo, una lámina de polietileno que tenga 25 micras (0,025 mm) de grosor será de 100 galgas.

## Equivalencias
La galga equivale a un cuarto de micra:
1 galga = 0,25 µm = 2,5 × 10-1 µm.
1 µm = 4 galgas.
Una micra es la milésima parte de un milímetro, es decir, 0,001 mm; por tanto, la galga equivale a un cuarto de millonésima de metro (1/4 × 10-6 m):
1 galga = 0,000 000 250 m = 2,5 × 10-7 m.
1 m = 4.000.000 galgas = 4 × 106 galgas.
- Datos: Q5874780